# Rajd Śląski 2003
51. Międzynarodowy Rajd Śląski 2003 – 51. edycja Rajdu Śląskiego. Był to rajd samochodowy rozgrywany od 5 do 6 września 2003 roku. Była to piąta runda Rajdowych Samochodowych Mistrzostw Polski w roku 2003. Rajd składał się z osiemnastu odcinków specjalnych.

## Wyniki końcowe rajdu[1]
| Miejsce | Kierowca           | Pilot               | Samochód                  | Czas      | Strata   | Grupa Klasa |
| ------- | ------------------ | ------------------- | ------------------------- | --------- | -------- | ----------- |
| 1       | Tomasz Czopik      | Łukasz Wroński      | Mitsubishi Lancer Evo VII | 1:37:55.7 | -        | A8          |
| 2       | Michał Bębenek     | Grzegorz Bębenek    | Mitsubishi Lancer Evo V   | 1:38:10.9 | +15.2    | N4          |
| 3       | Sebastian Frycz    | Jarosław Baran      | Mitsubishi Lancer Evo V   | 1:38:14.4 | +18.7    | N4          |
| 4       | Piotr Maciejewski  | Piotr Kowalski      | Mitsubishi Lancer Evo VI  | 1:41:19.7 | +3:24.0  | N4          |
| 5       | Michał Sołowow     | Maciej Baran        | Mitsubishi Lancer Evo VII | 1:41:19.9 | +3:24.2  | N4          |
| 6       | Grzegorz Grzyb     | Przemysław Mazur    | Peugeot 206 S1600         | 1:43:11.4 | +5:15.7  | A6          |
| 7       | Damian Jurczak     | Ryszard Ciupka      | Fiat Punto S1600          | 1:43:30.6 | +5:34.9  | A6          |
| 8       | Maciej Lubiak      | Maciej Wisławski    | Mitsubishi Lancer Evo V   | 1:44:05.5 | +6:09.8  | N4          |
| 9       | Stefan Karnabal    | Tomasz Pędzikiewicz | Renault Clio RS           | 1:47:38.9 | +9:43.2  | N3          |
| 10      | Mariusz Pelikański | Daniel Dymurski     | Peugeot 206 XS            | 1:48:17.2 | +10:21.5 | A6          |